# Томарес
Томарес (шп. Tomares) град је у Шпанији у аутономној заједници Андалузија у покрајини Севиља. Према процени из 2017. у граду је живело 24 851 становника.

## Становништво
Према процени, у граду је 2017. живело 24 851 становника.
| 2017.  |
| ------ |
| 24.851 |